# Chase City
Pour les articles homonymes, voir Chase.
Chase City est une municipalité américaine située dans le comté de Mecklenburg en Virginie. Lors du recensement de 2010, sa population est de 2 351 habitants.

## Géographie
Chase City se trouve dans le sud de la Virginie.
Selon le Bureau du recensement des États-Unis, la municipalité s'étend sur 2,19 milles carrés (5,67 km2).

## Histoire
Après la guerre de Sécession, George A. Endly achète des terres autour du village de Christiansville. Avec John E. Boyd, il fonde une nouvelle ville pour attirer des habitants du reste des États-Unis. Elle devient une municipalité en 1873 et prend le nom de Chase City en l'honneur de Salmon P. Chase.
Chase City compte plusieurs monuments inscrits au Registre national des lieux historiques : 
- Shadow Lawn, une maison de style italianisant construite à partir de 1834 et agrandie par Jacob W. Holt (en) vers 1870[4] ;
- l'ancien lycée de Chase City, construit entre 1908 et 1917[5] ;
- la maison Hudgins, construite en 1910 dans un style néocolonial pour Edward W. Hudgins juge à la cour suprême de Virginie, et la propriété MacCallum More, qui accueille un jardin paysager et un musée[6].

## Photographies

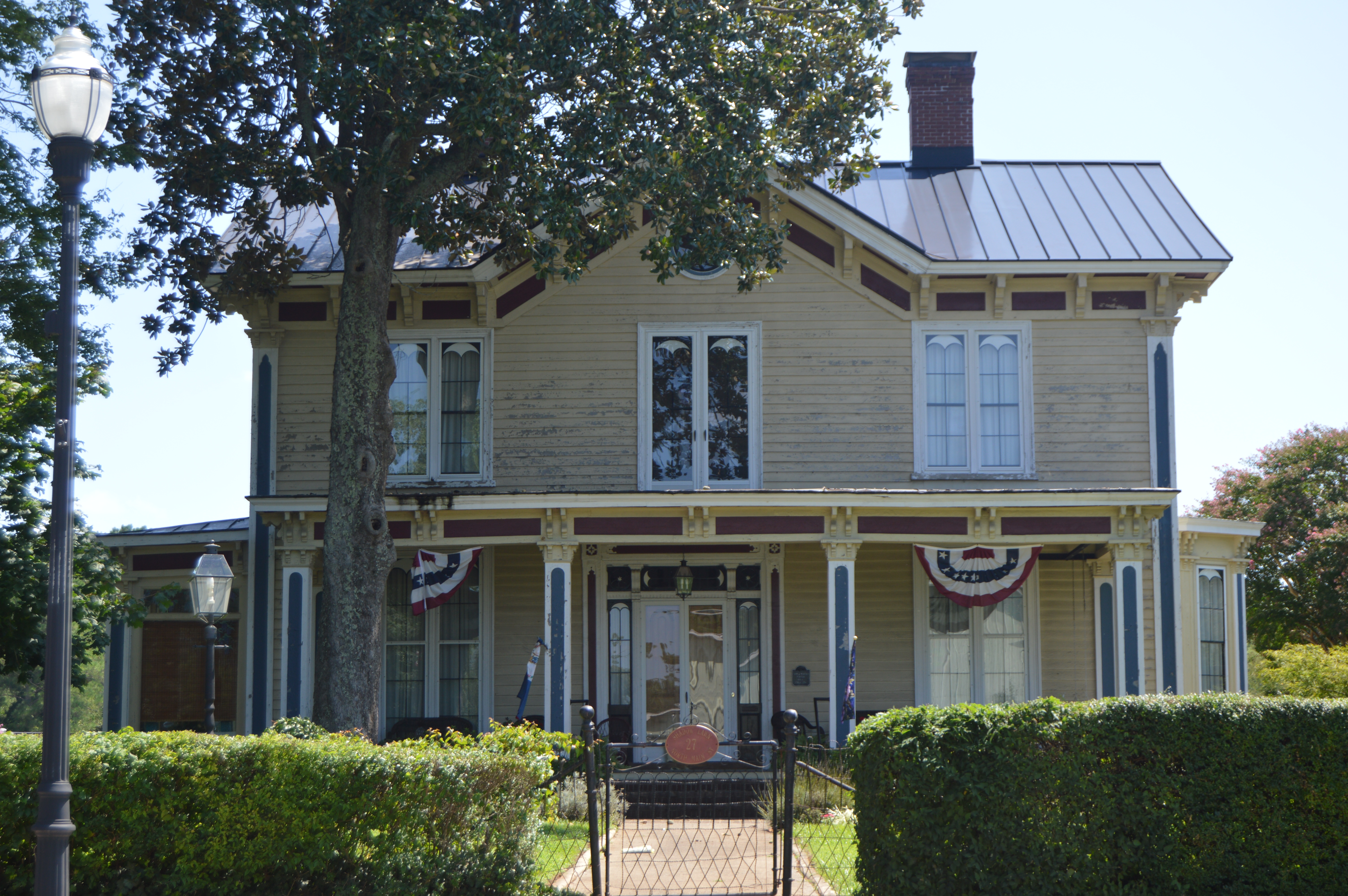
Shadow Lawn
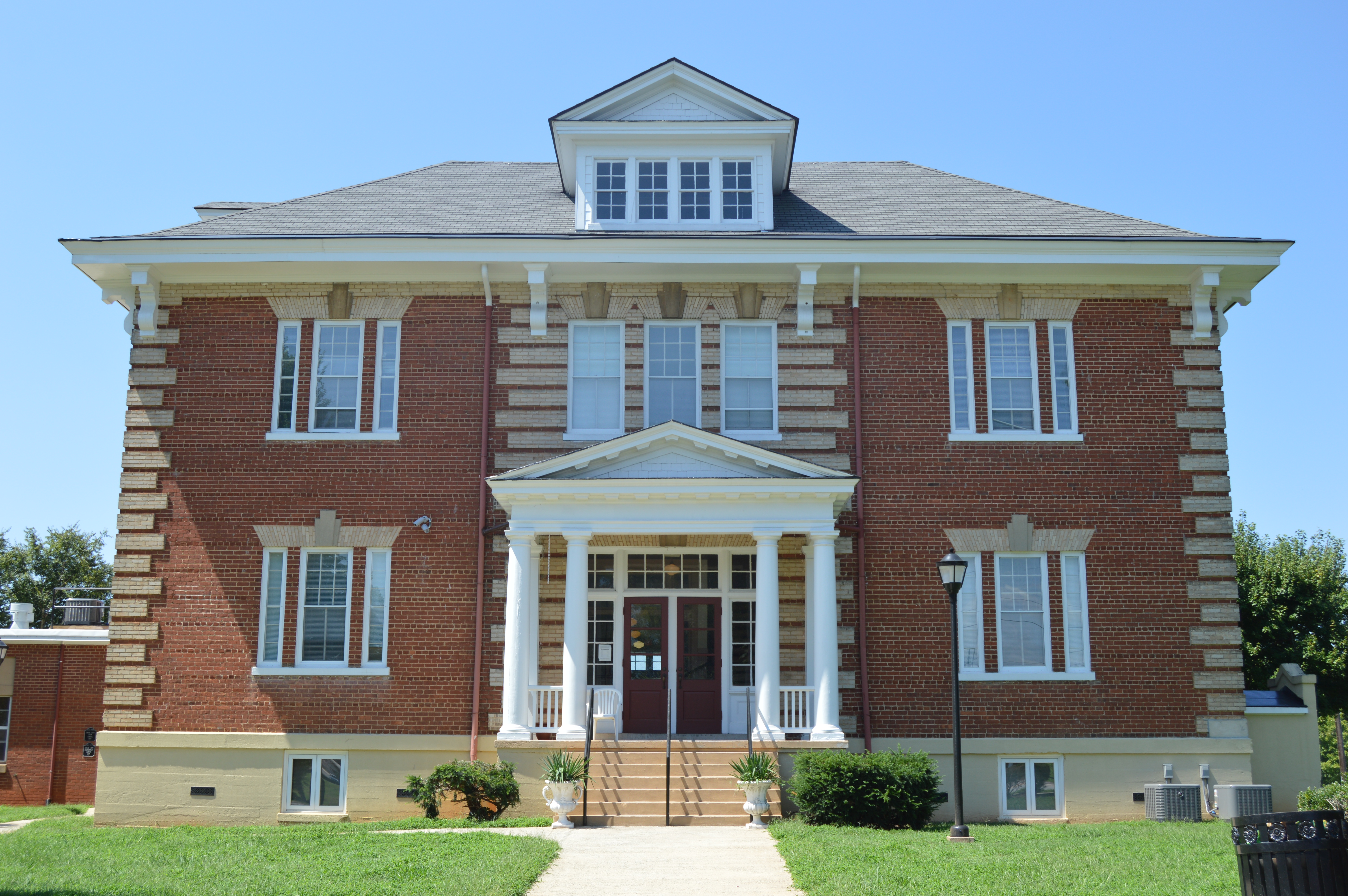
L'ancien lycée
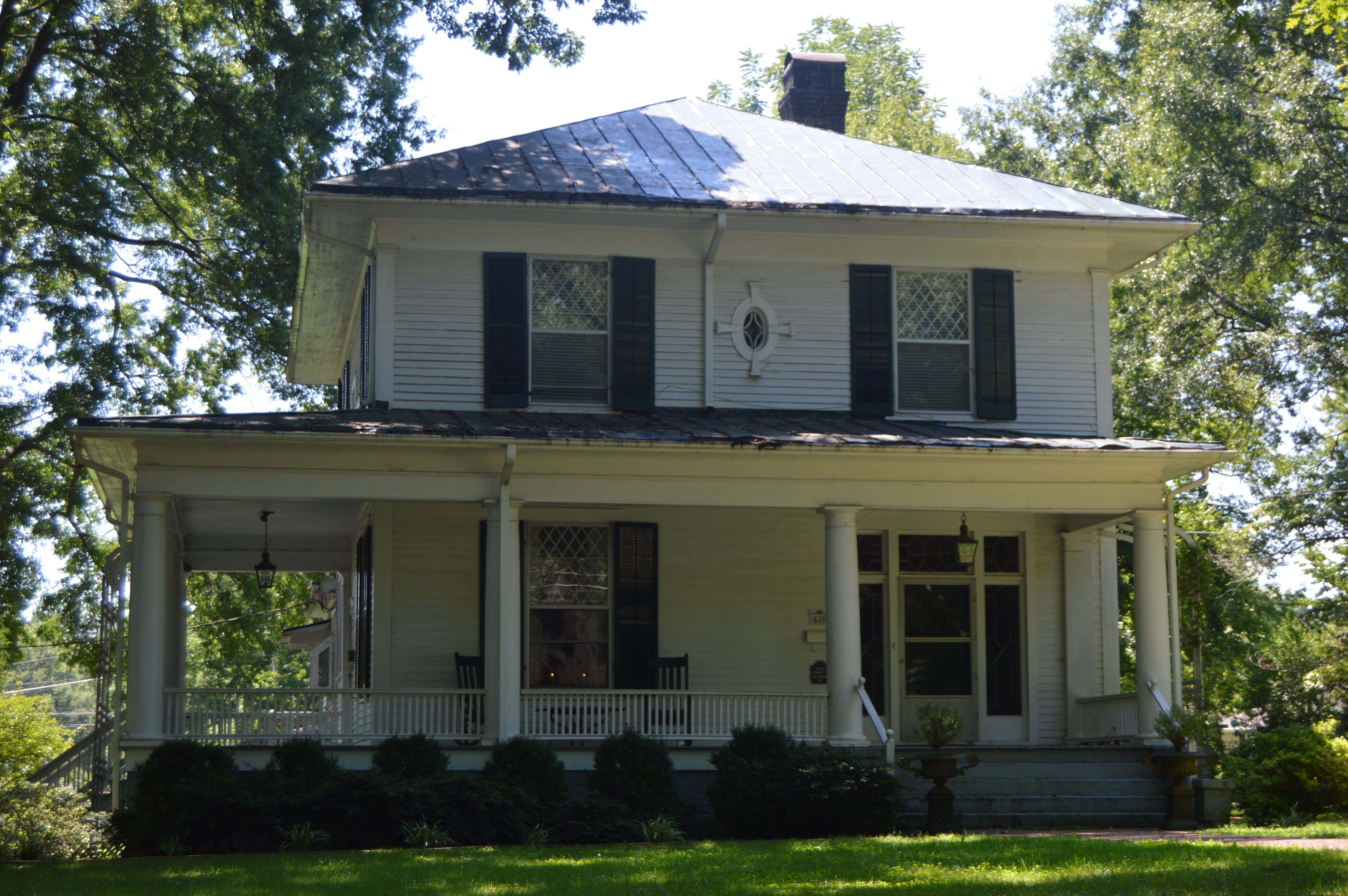
La maison Hudgins